# Återtåget ’96!
Återtåget '96! var en konsertturné genomförd 5 juli-10 augusti 1996 av den svenska popgruppen Gyllene Tider. Gruppen hade splittrats i mars 1985, och Per Gessle hade de följande tio åren sjungit tillsammans med Marie Fredriksson i den svenska popduon Roxette, som fick flera internationella framgångar, men Gyllene Tider återförenades nu. 1995 hade man spelat på Stora Torg i Halmstad. Love Olzon och Wilmer X var förband.
Turnén blev populär och en av de mest besökta någonsin i Skandinavien. Den samlade över 300 000 åskådare, och många svenska turnérekord rykte därmed. Uppträdandet på Stockholms stadion framför 32 114 åskådare såldes slut även efter att konserten i Stockholm flyttats från Sjöhistoriska museet på grund av större biljettbegäran.
En tilläggskonsert på Brottet i Halmstad hölls den 10 augusti 1996. På den konserten medverkade Marie Fredriksson i duett i sången "När alla vännerna gått hem".
Namnet "Återtåget" anspelade på de konsertturnéer under namnet "Rocktåget" som hade arrangerats under somrarna 1991-1995.

## Medverkande
- Per Gessle – sång
- Micke Syd Andersson – trummor
- Göran Fritzon – synthesizer
- Anders Herrlin – bas
- Mats MP Persson – gitarr

## Turnéplan
| Datum      | Arena               | Ort          | Publik |
| ---------- | ------------------- | ------------ | ------ |
| 5 juli     | Sofiero slott       | Helsingborg  | 10 000 |
| 6 juli     | Sofiero slott       | Helsingborg  | 10 000 |
| 7 juli     | Slottsudden         | Sölvesborg   | 8 500  |
| 9 juli     | Slottsruinen        | Borgholm     | 5 000  |
| 10 juli    | Slottsruinen        | Borgholm     | 5 000  |
| 12 juli    | Pinneviken          | Lysekil      | 10 000 |
| 13 juli    | Mariebergsskogen    | Karlstad     | 7 000  |
| 14 juli    | Sammilsdal          | Leksand      | 6 000  |
| 17 juli    | Gamla A7            | Visby        | 5 000  |
| 19 juli    | Jogersö             | Oxelösund    | 5 500  |
| 20 juli    | Gränsö slott        | Västervik    | 7 000  |
| 21 juli    | Fästningsrundan     | Varberg      | 16 000 |
| 24 juli    | Stockholms stadion  | Stockholm    | 32 114 |
| 26 juli    | Slottet             | Finspång     | 5 500  |
| 27 juli    | Parken Zoo          | Eskilstuna   | 5 500  |
| 28 juli    | I 12 / Sjöängen     | Eksjö        | 7 500  |
| 30 juli    | Boulognerskogen     | Skövde       | 5 000  |
| 31 juli    | Evedal              | Växjö        | 9 500  |
| 2 augusti  | Slottsmölla         | Malmö        | 15 000 |
| 3 augusti  | Trädgårdsföreningen | Göteborg     | 25 000 |
| 5 augusti  | Trädgårdsföreningen | Göteborg     | 25 000 |
| 6 augusti  | Strömvallen         | Gävle        | 15 000 |
| 7 augusti  | Folkets Park        | Örnsköldsvik | 10 000 |
| 9 augusti  | Brottet             | Halmstad     | 15 000 |
| 10 augusti | Brottet             | Halmstad     |        |